# Exechiopsis multiloba
Exechiopsis multiloba är en tvåvingeart som beskrevs av Ostroverkhova 1979. Exechiopsis multiloba ingår i släktet Exechiopsis och familjen svampmyggor. Inga underarter finns listade i Catalogue of Life.